# 발비구

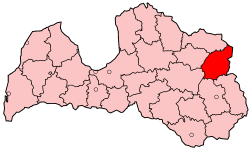
발비 구의 위치

발비구(라트비아어: Balvu rajons)는 라트비아 동부에 있던 구로 행정 중심지는 발비이며 면적은 2,381km2, 인구는 28,246명(2002년 기준), 인구 밀도는 11명/km2이다. 2개 시와 19개 교구를 관할했으며 2009년에 실시된 행정 구역 개편에 따라 폐지되었다. 북쪽과 북서쪽으로는 알룩스네 구, 서쪽으로는 굴베네 구, 남서쪽으로는 마도나 구, 남쪽으로는 레제크네 구, 루자 구와 인접해 있었으며 동쪽으로는 러시아와 국경을 접하고 있었다.